# Río Mamberamo
El río Mamberamo es un río de la isla de Nueva Guinea, en la provincia indonesia de Papúa. Es el río más ancho de Indonesia.
El río nace de la confluencia de sus afluentes, los ríos Tariku y Taritatu, y fluye hacia el norte en un amplio valle que atraviesa la cordillera formada por las montañas Van Rees (Pegunungan Van Rees) y las montañas Foja (o Foya). Desemboca en el océano Pacífico en la punta de Urville (Tanjung D'Urville), formando un enorme delta compuesto de marismas.
El gran valle del río Mamberamo es habitado por varios pueblos aislados, sin contactos con la civilización moderna. Alberga también una biodiversidad única y particularmente rica.
Por Mamberamo se entiende también, aparte del curso y del delta del río, la región que comprende las cordilleras montañosas Van Rees y Foja. Estas últimas fueron objeto de estudios biológicos recientes llevados a cabo por Conservation International, el Instituto Indonesio de Ciencia (Indonesian Institute of Sciences), y la Universidad de Cenderawasih (Cenderawasih University). El equipo de investigadores descubrió nuevas especies de pájaros, las primeras en 60 años, y numerosas especies de plantas y animales. Las montañas Foja han revelado ser un destacado repositorio mundial para la biodiversidad.

## Historia

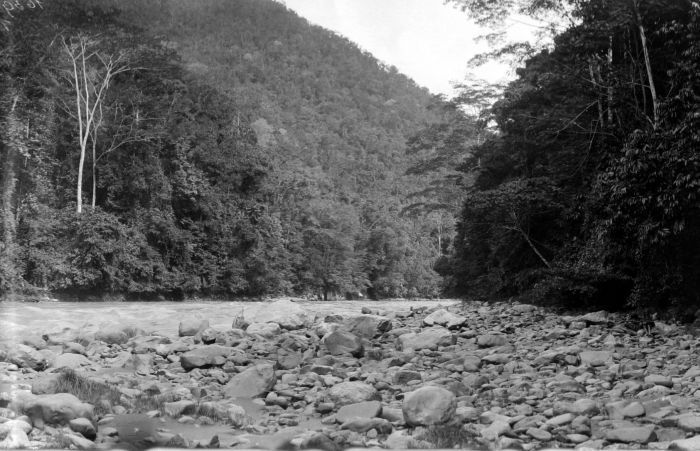
Curso alto del Mamberamo fotografiado durante la expedición de Le Roux.

En 1545, el navegante y explorador español Yñigo Ortiz de Retez navegó bordeando la costa noroeste de la isla desde la península de Doberai hasta el delta del río Mamberamo, donde proclamó el territorio propiedad de la corona española. En ese punto dio el nombre de "Nueva Guinea" a la isla.
El primer europeo en adentrarse en el delta del Mamberamo fue el neerlandés D. F. van Braam Morris en 1883. Ese médico residente en la actual provincia de Molucas Septentrional remó río arriba desde el delta para comprobar si era navegable con un barco de vapor. Al año siguiente, en 1884, van Bram Morris volvió a bordo del barco de vapor Harvik y remontó el curso del Mamberamo sobre una distancia de 50 millas (80 km).

## Puente Mamberamo

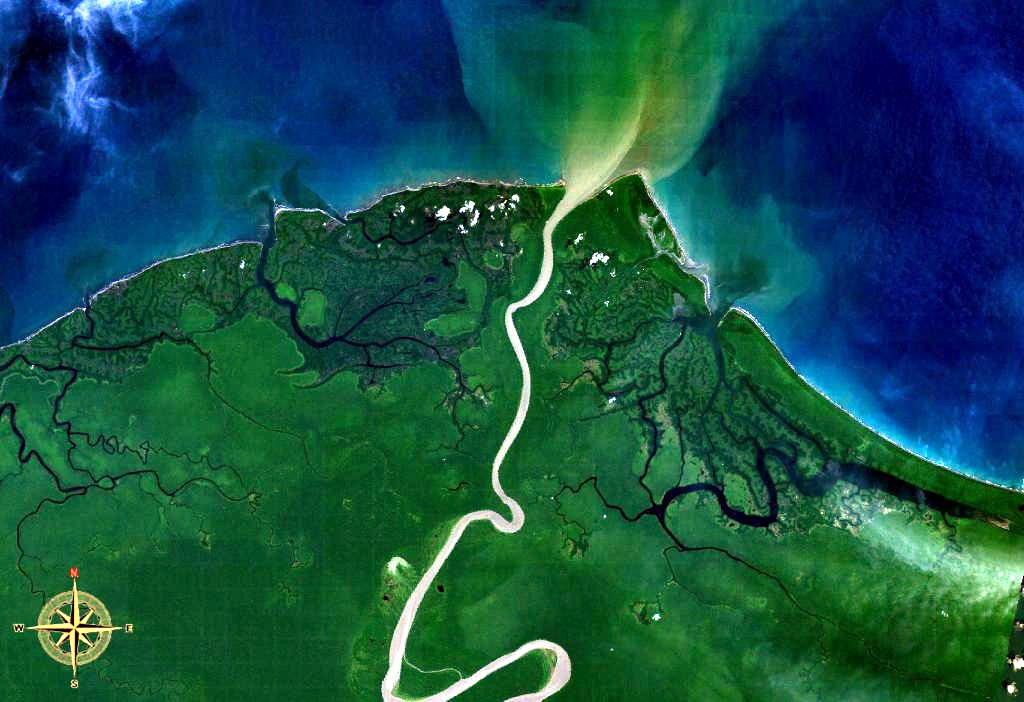
Curso bajo y delta del río Mamberamo, vistos desde el espacio.

El Puente Mamberamo, de 235 m de largo, es el segundo puente colgante más largo de Indonesia tras el puente Kutai Kartanegarais (en la isla de Borneo), de 270 m, que se hundió en noviembre de 1971.

## Amenazas medioambientales
En los años 1990 el gobierno de Indonesia planeó construir un embalse y una central hidroeléctrica en el río Mamberamo, que habría supuesto la inundación de parte de la región. El proyecto fue aparcado tras la crisis financiera indonesia de 1998–1999, pero existen temores por parte de grupos defensores de la protección medioambiental de que se retome el proyecto en cualquier momento.